# ラットプルダウン

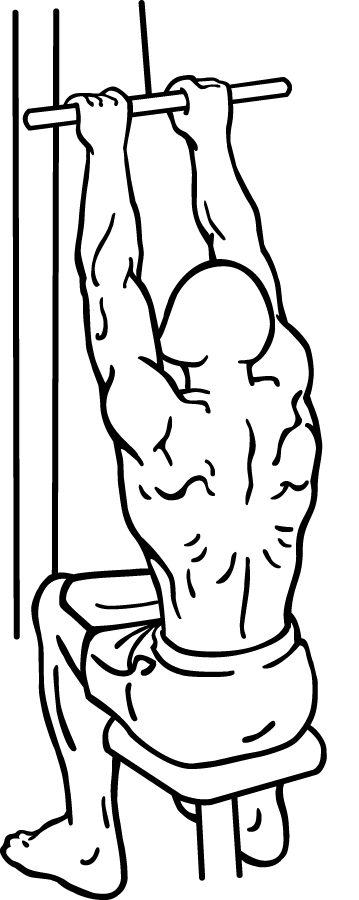
ナロー・オーバーグリップ・ラットプルダウン（スタート）

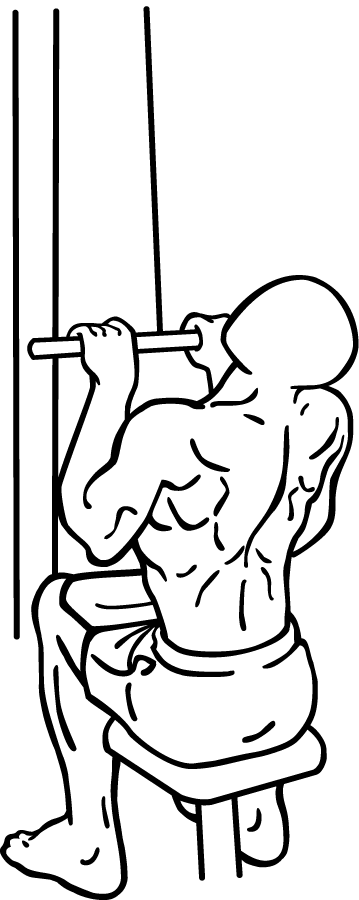
ナロー・オーバーグリップ・ラットプルダウン（フィニッシュ）

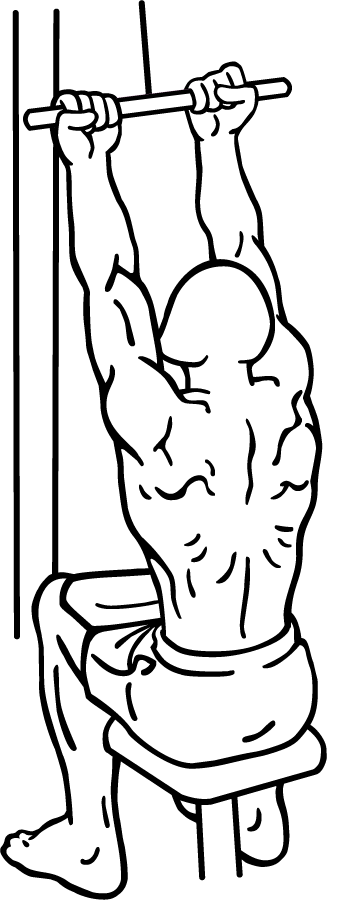
アンダーグリップ・ラットプルダウン（スタート）

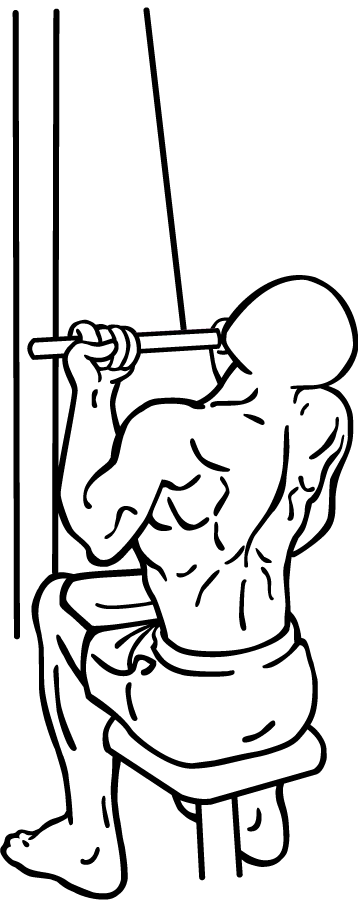
アンダーグリップ・ラットプルダウン（フィニッシュ）

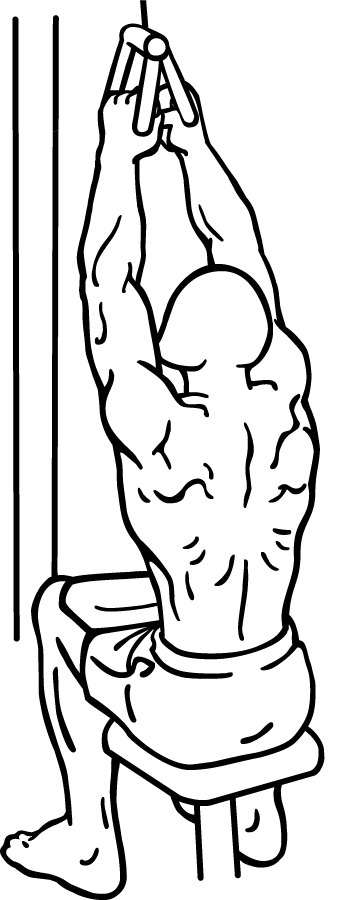
Vバー・ラットプルダウン（スタート）

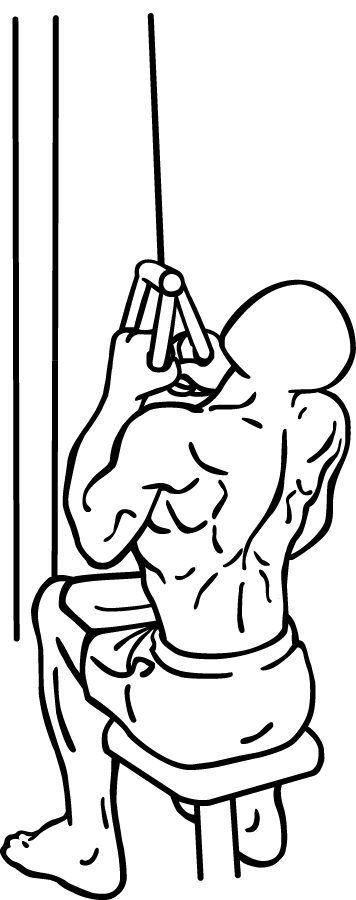
Vバー・ラットプルダウン（フィニッシュ）

ラットプルダウン（英語: lat pull down）は、ウエイトトレーニングの種目の一つ。専用のラットプルマシンを使用し、上腕二頭筋・広背筋・菱形筋・僧帽筋・大円筋・小円筋・脊柱起立筋群などを鍛えるもの。
ラットプルマシンの構造はチンニング（懸垂）を自分の体重ではなく調整可能なウエイトを使用して行うようにしたものと考えるとよい。自己の体重以下に負荷を引き下げることが可能なため、チンニングではトレーニング負荷が強すぎるウエイトトレーニング初心者などには効果的な種目である。懸垂と同じように背中に存在する多くの筋肉群に同時に刺激を送ることができる。
初心者はどうしても前かがみになって腹筋でマシンのバーを引き下げようとしたり、また逆に後ろへ倒れてバーに体重をかけようとしてしまうが、どちらも間違ったやり方であり、トレーニング効果は半減してしまう。胸は軽くそらす程度にして構え、腕を引き下ろすときには背中の肩甲骨の間隔を狭めるように意識して腕を引き寄せる。バーは首の付け根の少し下あたりにぶつけるような感じで引き下ろすのが正しいやり方であるが、初心者には感覚がつかみづらいため、できればトレーナーの指示を仰ぐのがよい。
筋肉に継続して負荷をかけるため、スタート時にマシンの重りが浮いているようにする。動作中に重りが完全に下りないようにする。背中の筋肉に効かせるために肩甲骨の動きを意識する。スタートポジションでは肩甲骨が十分に上がり、ボトムポジションでは肩甲骨が十分に下がるようにする。バーを持つ手は、親指を巻かないサムレスグリップで、薬指と小指でバーをしっかり握り、他の指は軽く添えるようにする。握力が不足している場合はストラップを使用する。
リバースグリップ・ラットプルダウンやVバー・ラットプルダウンでは、通常のラットプルダウンとは異なり、バーを引く動作と同時に上体をさらに後傾させていく。ボトムポジションで上体が45度くらいになるようにする。このようにすると腕の力をあまり使わずに広背筋下部によく効いてくる。

## 具体的動作

### ラットプルダウン
大円筋もターゲットになるためオーバーグリップで行う。
1. ラットマシンにベントラットバーをセットし、シートやレッグパッドの位置を調節しておく。
2. マシンの方を向いて座り、引ききったときに腕が90度になる手幅でバーを持つ。胸を張り、背中を反らせる。上体はやや後傾姿勢。
3. 息を吸いながらバーを引く。同時に肩甲骨を寄せていく。
4. 首の付け根の少し下あたりまで引いたら、息を吐きながら元の姿勢に戻る。
5. 2 - 4を繰り返す。

### ラットプルダウン・ビハインドネック
通常のラットプルダウンよりも広背筋上部や大円筋に効きやすい。
1. ラットマシンにベントラットバーをセットし、シートやレッグパッドの位置を調節しておく。
2. マシンの方を向いて座り、引ききったときに腕が90度になる手幅でバーを持つ。上体をほぼ直立させる。
3. 息を吸いながら頭の後ろを通るようにバーを引く。同時に肩甲骨を寄せていく。
4. 首の後ろの付け根のあたりまで引いたら、息を吐きながら元の姿勢に戻る。
5. 2 - 4を繰り返す。

### アンダーグリップ・ラットプルダウン
通常のラットプルダウンよりも広背筋下部や上腕二頭筋に効きやすい。スタートポジションでのストレッチ効果が大きい。
1. ラットマシンにベントラットバーをセットし、シートやレッグパッドの位置を調節しておく。
2. マシンの方を向いて座り、肩幅よりやや広めの手幅で手のひらが手前を向くようにバーを持つ。胸を張り、背中を反らせる。上体はやや後傾姿勢。
3. 息を吸いながらバーを引く。このとき、腕をあまり曲げないように注意する。同時に肩甲骨を寄せていく。
4. みぞおちのあたりまで引いたら、息を吐きながら元の姿勢に戻る。
5. 2 - 4を繰り返す。

### パラレルグリップ・ラットプルダウン
通常のラットプルダウンよりも広背筋にヒットしやすい。
1. ラットマシンにパラレルバーをセットし、シートやレッグパッドの位置を調節しておく。小指・薬指側で第2関節から握る。
2. マシンの方を向いて座り、両手が向き合うようにバーを持つ。上体をほぼ直立させる。
3. 息を吸いながら頭の前を通るようにバーを引く。同時に肩甲骨を寄せていく。
4. 胸のあたりまで引いたら、息を吐きながら元の姿勢に戻る。
5. 2 - 4を繰り返す。

### パラレルグリップ・ラットプルダウン・ビハインドネック
通常のラットプルダウンよりも広背筋上部や大円筋に効きやすい。
1. ラットマシンにパラレルバーをセットし、シートやレッグパッドの位置を調節しておく。
2. マシンの方を向いて座り、両手が向き合うようにバーを持つ。上体をほぼ直立させる。
3. 息を吸いながら頭の後ろを通るようにバーを引く。同時に肩甲骨を寄せていく。
4. 首の後ろの付け根のあたりまで引いたら、息を吐きながら元の姿勢に戻る。
5. 2 - 4を繰り返す。

### Vバー・ラットプルダウン
通常のラットプルダウンよりも上背の中央付近の筋肉に効きやすい。ボディビルでは、上背部の凹凸をつける目的で行われる場合が多い。スタートポジションでの上背のストレッチ効果が大きい。
1. ラットマシンにVバーをセットし、シートやレッグパッドの位置を調節しておく。
2. マシンの方を向いて座り、両手が向き合うようにバーを持つ。胸を張り、背中を反らせる。上体はやや後傾姿勢。
3. 息を吸いながらバーを引く。このとき、腕をあまり曲げないように注意する。同時に肩甲骨を寄せていく。
4. みぞおちのあたりまで引いたら、息を吐きながら元の姿勢に戻る。
5. 2 - 4を繰り返す。